# الهجر (عمران)
الهجر هي إحدى قرى الجمهورية اليمنية. تتبع جغرافيا لمحافظة عمران وإداريًا لمديرية جبل عيال يزيد. يبلغ تعداد سكانها 937 نسمة حسب الإحصاء الذي أجري عام 2004.